# سیارک ۶۴۵۵۳
سیارک ۶۴۵۵۳ (به انگلیسی: 64553 Segorbe، نامگذاری:2001WR15) شصت و چهار هزار و پانصد و پنجاه و سومین سیارک کشف شده‌است که در ۲۴ نوامبر ۲۰۰۱ کشف شد.